# Бјуна Виста (Колорадо)
Бјуна Виста (енгл. Buena Vista) град је у америчкој савезној држави Колорадо.

## Демографија
По попису из 2010. године број становника је 2.617, што је 422 (19,2%) становника више него 2000. године.
| Група             | 2000.         | 2010.         |
| Белци             | 2.051 (93,4%) | 2.420 (92,5%) |
| Афроамериканци    | 2 (0,1%)      | 10 (0,4%)     |
| Азијати           | 6 (0,3%)      | 7 (0,3%)      |
| Хиспаноамериканци | 104 (4,7%)    | 131 (5,0%)    |
| Укупно            | 2.195         | 2.617         |